# Calopteryx angustipennis
Calopteryx angustipennis là một loài chuồn chuồn kim thuộc họ Calopterygidae. Đây là loài đặc hữu của Hoa Kỳ. Môi trường sống tự nhiên của chúng là sông ngòi.